# Crying in the Club
〈Crying in the Club〉은 미국의 싱어송라이터 카밀라 카베요의 데뷔 솔로 싱글이다. 2017년 5월 19일 에픽 레코드와 사이코를 통해 발매되었다. 카베요, 시아, 베니 블랑코, 해피 페레즈가 작곡했으며, 블랑코, 페레즈, 캐시미어 캣이 프로듀싱을 맡았다. 이 곡에는 크리스티나 아길레라의 1999년 싱글 〈Genie in a Bottle〉이 인터폴레이션으로 사용되었다. 미드템포의 트로피컬 팝 및 댄스 트랙으로, 원래 카베요의 데뷔 정규 앨범 《The Hurting. The Healing. The Loving.》의 리드 싱글로 계획되었으나 이후 트랙 리스트에서 제외되었으며, 2017년 7월 14일 발매된 동명의 7인치 EP의 A면에 수록되었다.
이 곡은 불가리아에서 3위를 기록했으며, 추가로 11개국에서 톱 40에 진입했다. 〈Crying in the Club〉은 미국, 영국, 캐나다, 오스트레일리아, 이탈리아에서 플래티넘 인증을 받았다. 이는 카베요가 미국의 걸 그룹 피프스 하모니를 떠난 이후 발표한 첫 완전 솔로 싱글이다.

## 곡 목록
| #  | 제목                   | 재생 시간 |
| -- | ---------------------- | --------- |
| 1. | 〈Crying in the Club〉 | 3:36      |

| #  | 제목                   | 재생 시간 |
| -- | ---------------------- | --------- |
| 1. | 〈Crying in the Club〉 | 3:36      |

| #  | 제목                 | 재생 시간 |
| -- | -------------------- | --------- |
| 1. | 〈I Have Questions〉 | 3:42      |

## 인증
| 국가                                                             | 인증        | 판매량/출하량 |
| ---------------------------------------------------------------- | ----------- | ------------- |
| 오스트레일리아 (ARIA)                                            | 플래티넘    | 70,000        |
| 브라질 (Pro-Música Brasil)                                       | 3× 플래티넘 | 180,000       |
| 캐나다 (뮤직 캐나다)                                             | 2× 플래티넘 | 160,000       |
| 덴마크 (IFPI Danmark)                                            | 골드        | 45,000        |
| 독일 (BVMI)                                                      | 골드        | 200,000       |
| 이탈리아 (FIMI)                                                  | 플래티넘    | 50,000        |
| 멕시코 (AMPROFON)                                                | 골드        | 30,000        |
| 노르웨이 (IFPI 노르웨이)                                         | 플래티넘    | 60,000        |
| 폴란드 (ZPAV)                                                    | 플래티넘    | 20,000        |
| 포르투갈 (AFP)                                                   | 골드        | 5,000         |
| 스위스 (IFPI 스위스)                                             | 골드        | 10,000        |
| 영국 (BPI)                                                       | 플래티넘    | 600,000       |
| 미국 (RIAA)                                                      | 플래티넘    | 1,000,000     |
| 스트리밍                                                         |             |               |
| 스웨덴 (GLF)                                                     | 골드        | 4,000,000     |
| 판매량+스트리밍을 기반으로 한 인증 · 스트리밍을 기반으로 한 인증 |             |               |